# Bzovík
Bzovík (hongrois : Bozók) est un village de Slovaquie situé dans la région de Banská Bystrica.

## Histoire
La première mention écrite du village date de 1135.

## Démographie

### Évolution de la population
| Année:               | 1994. | 2004.    | 2014.   | 2024.   |
| -------------------- | ----- | -------- | ------- | ------- |
| Nombre de personnes: | 924   | 1048     | 1148    | 1116    |
| Différence:          |       | +13,41 % | +9,54 % | -2,78 % |

| Année:               | 2023. | 2024.   |
| -------------------- | ----- | ------- |
| Nombre de personnes: | 1119  | 1116    |
| Différence:          |       | -0,26 % |